# 前相撲
前相撲（まえずもう）とは、大相撲において、番付に四股名が載っていない者（具体的には、場所前の新弟子検査の合格者、前場所序ノ口で全休し陥落した力士、前場所の前相撲を全休した力士。これらの力士をまとめて「番付外（ばんづけがい）」と呼ぶ）が取る相撲のことである。
翌場所の番付に四股名を載せる資格を得ることを「出世」と称し、前相撲は出世力士の確定及び出世力士同士の翌場所の番付上の序列を決定するために行う。前相撲の進行及び取組編成は若者頭が担当する。
なお、「番付外」の語は、歴史的には、序ノ口より更に下の番付に四股名が載らない地位（現代では前相撲のみ、かつては新序・本中・相中なども）という意味以外に、番付の各地位に相当するが番付に四股名が載らない力士（付出は除く。例えば1913年1月場所の朝日枩清治郎は前頭筆頭格番付外）という意味もあり、後者の意味での「番付外」は終戦直後の頃まで該当者がいた。

## 制度の変遷
江戸時代には、前相撲→相中（あいちゅう）→本中（ほんちゅう）という段階を踏んで序ノ口に上がる制度になっていたが、このうち相中は明治期に廃止された。江戸相撲の最初期の番付には、本中・相中（中）や前相撲（前）の力士も掲載されていた他、寛政期の一時期の番付や、1838年（天保9年）の番付でも本中・相中力士が掲載されていたことがある。
1944年（昭和19年）春場所までは、前相撲は「飛びつき」といって、仕切りなしに呼び上げられるとすぐに対戦する方式で、連勝して白星1つとして計算され、白星2つで本中に上がり、本中でさらに白星2つを得ると新序出世という方式であった。すなわち、新序までには連勝を4回し、最低8勝することが必要となる。このため、番付に載るまで時間がかかることは常識で、後の横綱東富士や関脇出羽錦は年2場所制の下とはいえ出世まで1年以上かかっている。また、番付に載らないまま廃業する者もいた。
戦後、新弟子の少ない時期には、上記の形式の前相撲は行われず、番付外の取組として1番ごとの勝敗をつける形式で行われ、成績優秀な場合には、場所の後半に「新序」として序ノ口扱いで取組に組み込み、そこでも成績優秀な場合には、次場所に番付に初めて掲載されるときに序二段の地位に付けることもあった。
1956年（昭和31年）1月場所6日目より連勝で勝ち星一つとする前相撲の形式が復活した。このとき〈飛びつき〉の方式も復活した。またこのとき自費養成力士制度を採用し新弟子検査の不合格者も前相撲を取れるようにした。ただし、自費制度は1957年（昭和32年）5月限りで廃止された。この時期にも、「新序」から序二段に昇進できる制度は残り、1960年（昭和35年）の末まで存続した。
その後、1971年（昭和46年）に中学在学中の入門が禁止され、力士志願者が卒業時期の3月場所に集中するようになったため、1973年（昭和48年）から、3月場所は前相撲形式にするが、それ以外の場所では、番付外という形式で、きちんと取組を編成し、協会発行の星取表にも勝敗を記載するようになった。このとき、本中を廃止し、前相撲も飛びつきの方法をやめて、仕切りをすることとともに、連勝して勝星1つという方式も改め、1番ごとの勝敗を数えることとした。
その後、1985年（昭和60年）11月場所に初土俵を踏み、「番付外」の取組を経験した琴天山の連勝記録の扱いにおいて番付外の勝敗は正規のものになるのかという議論が生じたこともあって、1986年（昭和61年）7月場所から、全ての番付外の取組は前相撲として扱い、正規の記録には含めないことになった。
2020年（令和2年）9月場所では前相撲が行われなかった。これはこの場所の新弟子検査合格者がモンゴル出身の荒馬（伊勢ノ海部屋）（興行ビザ取得の関係で翌場所以降の初土俵となる）のみで、番付外からの出場者も1名のみだったためで、出場予定だった黎大（式秀部屋）は実際に前相撲を取ることなく、（前相撲を取ったものと見なして）6日目に再出世が発表された。協会では前相撲についての集計を行っていないが、これまで前相撲（番付に載らない出世前の力士養成員が番付に載るための技量を審査するための取組）が行われなかったのは前例がないとしている。
2021年（令和3年）3月場所は新型コロナウイルス感染拡大の影響により前相撲は実施されず、本来前相撲を取るはずだった力士全員が一番出世扱い、新序出世の順番は新弟子検査の届け出順となった。2022年と2023年も同様の運びとなり、行われなくとも支障や滞りがないという形骸化ぶりから、ある親方は将来的に前相撲が省略されることへの抵抗感が薄れるのではないかと危惧していた。
新弟子の中にはそもそも大相撲に対する意欲が無いまま渋々入門し、新弟子検査に合格したものの前相撲すら出場せずに引退するケースもある。この場合は最高位を「未出世」と表現される。ただし、部屋の師匠が敢えて復帰するチャンスを与える名目で前相撲から逃げた弟子を即座に引退させずに数場所様子を見る場合もある。実際は力士養成費の確保のためにそうしたことが行われる場合もあるが、本来ならば力士養成費の不正請求にあたる。

## 進行
本場所の3日目(3月場所は2日目)から、序ノ口の取組の前(おおむね午前8時25分ごろ)に行われる。原則一人が一日に取る相撲は一番(序ノ口以上の取組と異なり、場合によっては一日に二番以上取ることもある)で、3勝(3月場所では2勝)した者から勝ち抜けていき、対戦者がいなくなるまで連日続けられる。本割と異なり、場合によっては前相撲では1場所に同一の組み合わせの取組が複数番組まれることもある。かつては1勝できなければ出世は認められなかったが、1994年(平成6年)3月場所施行の現行制度では、1勝できなくても一番でも前相撲を取れば出世扱いと、基準が緩んだ。先に勝ち抜けた者から順に、翌場所番付の序列が上位になる。前相撲で1勝以上した力士は、翌場所の序ノ口としての順位は序ノ口で全敗した力士より上、序ノ口で1勝以上した力士より下となるのに対し、前相撲に出場したものの1勝もできなかった力士は、その順位は序ノ口で全敗した力士より下となる。
力士は下がりを付けずに取組を行う。
前相撲開始の数分前に力士は若者頭の指示で東方、西方に分かれて控えで待機する。行司も数分前に控えで待機し、勝負審判が入場するときに力士と行司は全員起立し一礼をする。
最初の取組は呼出が土俵で力士の四股名を呼び上げをし、力士は土俵の二字口で一礼し塵手水の型を行い、仕切り線手前へ進み取組を行う。2番目以降の取組は呼出が赤房と白房の下で力士の四股名を呼び上げをし、力士は土俵の二字口で一礼し、仕切り線手前へ進み取組を行う。
前相撲終了時は力士と行司は全員起立し一礼をし花道へ下がる。
本割と同様、同じ部屋に所属する力士および4親等以内の親族との対戦は取組を回避するが、過去には前相撲においてミスにより同じ部屋に所属する力士同士が取組を行ったことがある。取組#平成を参照。
前相撲の力士は序ノ口の力士と対戦することはない。番付掲載力士(序ノ口以上)の全出場者が奇数になった場合は、前相撲の力士を序ノ口の力士と対戦させるのではなく、序ノ口の下位力士の対戦日をずらしたり、八番相撲を取らせたりして調整する。
前相撲の結果は雑誌には記載されるが、前述のように正規の記録としては扱われず、協会発行の星取表にも記載されない。また前相撲の力士は各段の番付掲載力士と異なり、前相撲の力士同士の順位はなく（初期の江戸相撲の番付に掲載されていた場所には順位があったが）、優勝力士の決定も行われない。
番付掲載力士は四股名、出身地、所属部屋の場内アナウンスが行われるが、前相撲の力士は四股名、出身地、所属部屋の場内アナウンスが無く、「前相撲を開始いたします」と「前相撲は終わりました」のみ場内アナウンスが行われる。
前相撲のテレビ中継は過去に例がない。一方で、ネット中継は2011年（平成23年）5月技量審査場所において初めて行われ、2018年（平成30年）初場所からはABEMAにより定期的な配信が行われている。

## 出世披露
出世の資格を得た者は、本場所中に観客の前で披露され、晴れて力士になる。出世した状態が「新序」力士、翌場所から序ノ口力士である。
出世力士が少ない場所では、8日目の三段目の取組を中断して行われる。土俵を掃き清めた後、出世の力士が、師匠や部屋・一門の関取の化粧廻しを身につけて土俵に上がり、場内アナウンスによって所属部屋、四股名、出身地が読み上げられる。全員のお披露目が終わると幕下以下の呼出が柝の音の後「とざい、とーざい。」と東西声を発し、幕下格以下の行司1名が「これに控えおきます力士儀にござります（る）。只今までは番付外に取らせおきました（る）ところ、当場所日々成績優秀につき、本日より番付面に差し加えおきまする間、以後相変わらずご贔屓お引き立ての程、ひとえに願い上げ奉ります（る）」と口上を述べる。口上では「成績優秀」とあるが、実際には前述のように、現在では1番でも前相撲を取れば出世できる。出世力士たちは四方に礼をした後土俵を降りる。その後、出世力士は協会の各部署を訪問し挨拶をして回る。
出世力士が多い場所（現行では3月場所のみ）では、5日目までに2勝を挙げた者が一番出世、6日目以降8日目までに2勝を挙げた者は二番出世、その他の力士は三番出世とされ、出世披露も3回に分けて行われる。ただし、2020年3月場所など、二番出世までで全員の出世が決まり三番出世がない場合もある。
再出世の力士は、以前は出世披露されていたが、現在では行われていない。元小結・旭豊は3度も出世披露を受けている。
2019年7月場所の出世披露で、九重部屋の久末（現 千代剣）が誤って、末久と場内アナウンスされたことがある。
2020年3月場所では、4人の出世力士が新型コロナウイルスの流行拡大に伴い、出世披露を受けられなかった（4人とも中学校・高校の卒業式出席のため一時帰郷後、自宅待機になったため）。そのため、翌7月場所（5月場所は中止）の初日取組開始前に出世披露が行われた。行司による口上も、「只今までは」を「3月場所までは」に言い換え、「当場所日々成績優秀につき」は「日々成績優秀につき」と「当場所」を省略した特別なものになった。

## 出世力士手打式
千秋楽の表彰式終了後、土俵で「出世力士手打式」が行われる。出世披露を受けた力士はお神酒を振舞われ、若者頭、世話人、場内に残った観客らとともに三本締めを行う。このとき、参加した行司の中で一番格下の者が胴上げされる（出世力士の数が少ない場合を除く）。
内館牧子によると、この儀式は初日前日の土俵祭に対応するもので、土俵祭によって神が宿り結界となった土俵を、この儀式によって結界を解き、普通の場所に戻す意味合いがあるという。また、33代木村庄之助は、『力士の世界』（文春新書、2008年）のなかで、以前は勝負審判が胴上げされていたが、行司に変更するという提案がされたとき、著者が「しきたりを簡単に変えていいのか？」と反論したものの結局押し切られ、土俵祭に参加した行司の中で、いちばん格下の者が胴上げされるようになった、と書いている。
本場所の入場者に配付される取組表にも、「出世力士手打式」「神送りの儀式」と記載されている。
18時以降に行われることが多いため、NHKの大相撲中継では基本的には放送されないが、2020年（令和2年）3月に行われた大阪場所では、新型コロナウイルスによる影響で無観客となり、表彰式も賜杯と内閣総理大臣杯、三賞の授与のみになったため、取り組みや式典が早く終了したことから出世力士手打式と神送りの儀式も併せて放送された。

## 記録
- 在位場所数 - 大海原渡（錣山部屋）の34場所。2004年1月場所で初土俵と同時に前相撲出場。2017年9月場所で番付外に陥落。以降、前相撲に出場しないまま2023年3月場所限りで引退。
- 連続在位場所数 - 大海原渡の33場所（上述）
- 初土俵からの連続在位場所数 - 椛沢一夫（鏡山部屋）の11場所。1971年7月場所で初土俵も前相撲を欠場。以降番付外在位を続け、1973年3月場所の前相撲に出場し、翌場所初めて序ノ口に昇進した。
- 番付外まで陥落した元関取の力士は以下の通り。

| 四股名   | 陥落前の最高位 | 番付外陥落場所 | 陥落時の最低地位 | 復帰後の最高地位 | 最高地位の場所 | 備考                                               |
| -------- | -------------- | -------------- | ---------------- | ---------------- | -------------- | -------------------------------------------------- |
| 鏡桜秀興 | 西前頭9枚目    | 2021年9月      | 番付外           | -                | -              | 陥落後10場所連続で全休してそのまま引退。出場せず。 |

| 四股名       | 陥落前の最高位 | 番付外陥落場所 | 陥落時の最低地位 | 復帰後の最高地位 | 最高地位の場所 | 備考                           |
| ------------ | -------------- | -------------- | ---------------- | ---------------- | -------------- | ------------------------------ |
| 龍門孝幸     | 西十両筆頭     | 1982年5月      | 番付外           | -                | -              | 陥落場所限りで引退。出場せず。 |
| 北勝国英明   | 東十両12枚目   | 2010年9月      | 番付外           | 東十両6枚目      | 2012年7月      | 2010年9月場所の前相撲に出場。  |
| 飛翔富士廣樹 | 東十両13枚目   | 2014年9月      | 番付外           | 東幕下11枚目     | 2016年3月      | 2015年1月場所の前相撲に出場。  |